# Genoveva av Brabant

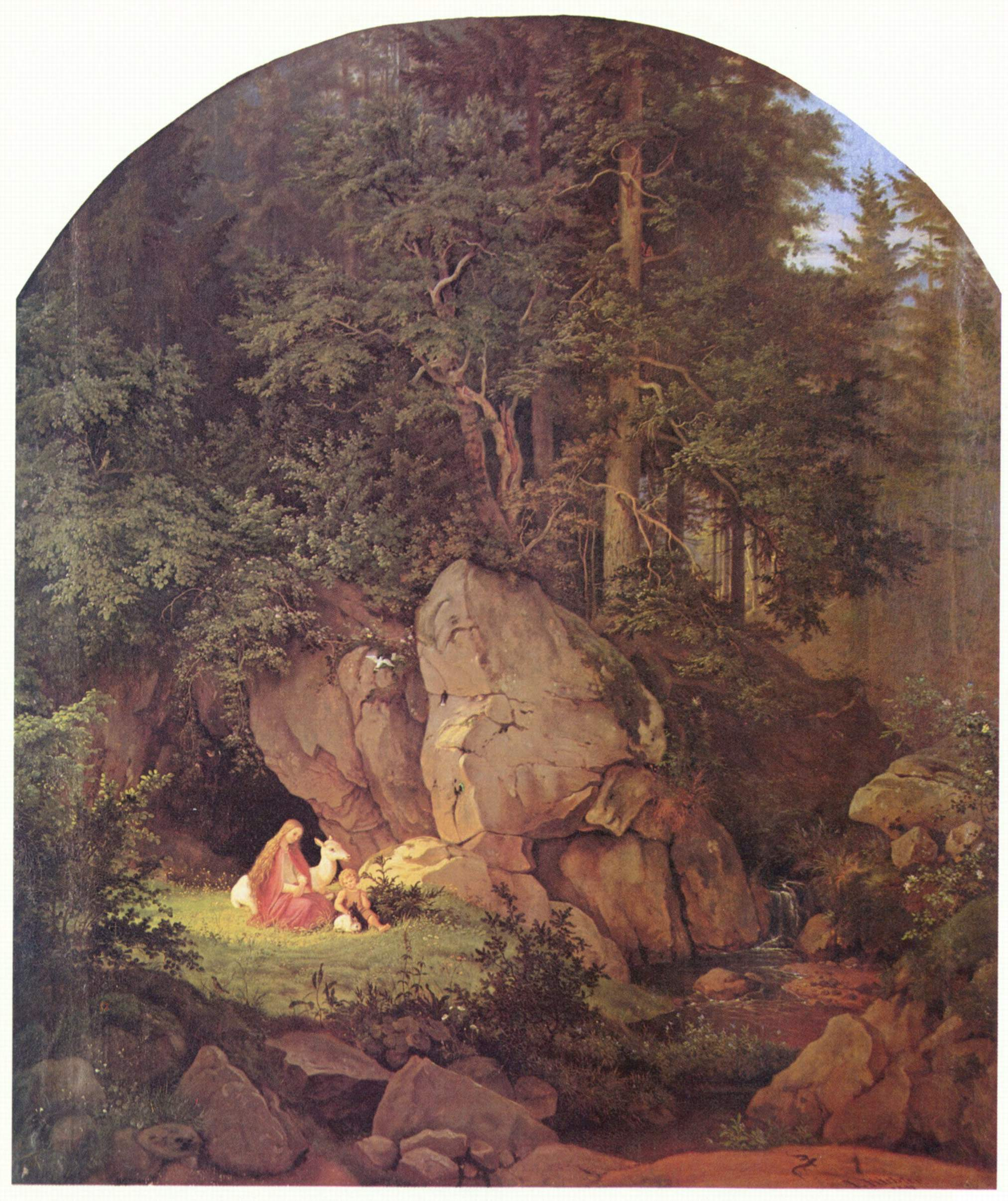
Genoveva av Brabant, målad av Adrian Ludwig Richter.

Genoveva av Brabant är en fiktiv person, en av den tyska sagodiktningens mest rörande gestalter.
Genoveva skall enligt legenden ha varit dotter till en hertig av Brabant och omkring 730 förmälts med pfalzgreven Siegfried, vars residens Hohensimmern låg på Triers område. Hon blev under sin makes frånvaro beljugen av hans hovmästare Golo, som sökt förföra henne, och anklagades att ha brutit sin äktenskapliga trohet. Hon dömdes därför till döden, men den tjänare, som fick i uppdrag att verkställa domen, intogs av medlidande och lämnade henne åt sitt öde i vildmarken, där hon levde i sex år i en håla, livnärande sig och sin under tiden födde son med örter och mjölk från en hind, till dess hennes gemål, vilken insett hennes oskuld, träffade på henne under en jakt och återförde henne till sitt slott. Legenden berättades först av Matthias Emyrich 1472. Jesuiten René de Cerisiers behandlade sedan sagan i L'innocence reconnue, ou vie de Geneviève de Brabant (1647), efter vilken den tyska liksom andra folkböcker blivit bearbetade. Dramatiskt behandlades motivet av Tieck, Maler Müller, Raupach och Hebbel samt som opera av Schumann (1846).